# Měšťanská beseda

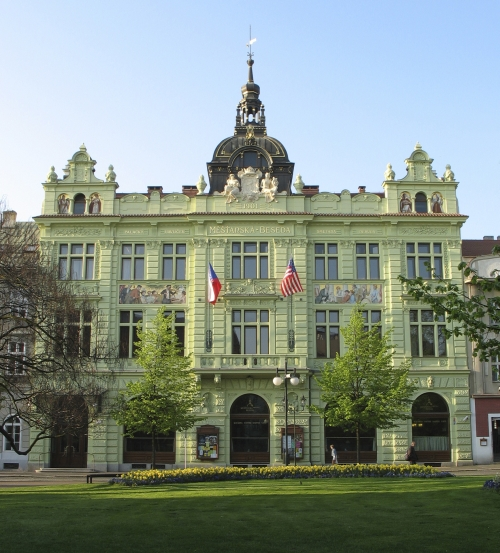
Budova Měšťanské besedy v Plzni

Měšťanská beseda byl typ českého spolku, vznikající od poloviny 19. století v různých městech českých zemí. Často vznikala jako reakce českojazyčného obyvatelstva na činnost obdobných kulturních spolků německy hovořících spoluobčanů.

## Historie
Nejstarší spolek českého měšťanstva vznikl v Praze v roce 1845 a doplnil již existující síť spolků o ryze českou organizaci, do které se zapojili národně uvědomělí měšťané, podnikatelé, úředníci a intelektuálové. Už rok po svém založení měla přes 500 členů. Až do 70. let si udržovala jistý umírněný postoj k jazykovému národovectví a na její činnosti se podíleli i někteří německy mluvící Pražané. V dobách omezených ústavních svobod (před rokem 1848 a v letech 1849–1861) suplovala i roli politického centra českého života.
Postupně přibývaly Měšťanské besedy v mnoha dalších českých městech: 
- Měšťanská beseda v Plzni, založena roku 1862
- Měšťanská beseda v Třebíči, založena roku 1849 a znovu roku 1861[3]
- Měšťanská beseda v Prostějově, založena roku 1870[4]
- Měšťanská beseda v Písku, založena roku 1861[5]
- Česká beseda v Liberci, založena roku 1863[6]
- Měšťanská beseda v Uherském Hradišti, založena roku 1867[7]